# Bakłanowo (rejon diemidowski)
Bakłanowo (ros. Бакланово) – wieś (ros. деревня, trb. dieriewnia) w zachodniej Rosji, w osiedlu wiejskim Zaborjewskoje rejonu diemidowskiego w obwodzie smoleńskim.

## Geografia
Miejscowość położona jest nad jeziorem Bakłanowskoje, przy drodze regionalnej 66N-0508 (Zaborje – Anosinki), 5,5 km od drogi regionalnej 66N-0504 (66K-11 – Prżewalskoje), 9,5 km od drogi regionalnej 66N-0510 (Koriewo – Staryj Dwor – Pogołka), 13 km od centrum administracyjnego osiedla wiejskiego (Zaborje), 29 km od centrum administracyjnego rejonu (Diemidow), 84,5 km od stolicy obwodu (Smoleńsk), 44,5 km od granicy z Białorusią.
W granicach miejscowości znajdują się ulice: Centralnaja, Dacznaja, Gornaja, Jużnaja, Karjernaja, Kopaniewskaja, Ługowaja, Oziornaja, Panskaja, Plażnaja, Rubieżskaja, Sadowaja, Wietieranow, Wostocznaja, Zariecznaja.

## Demografia
W 2010 r. miejscowość zamieszkiwało 136 osób.